# Digitaria patagiata
Digitaria patagiata är en gräsart som beskrevs av Johannes Jan Theodoor Henrard. Digitaria patagiata ingår i släktet fingerhirser, och familjen gräs. Inga underarter finns listade i Catalogue of Life.